# Cỏ bạc đầu
Cỏ bạc đầu, hay cỏ đầu tròn, thủy ngô công, pó dều dều, còn gọi là bạch đầu ông, (danh pháp Kyllinga nemoralis) là loài thực vật có hoa trong họ Cói. Loài này được (J.R.Forst. & G.Forst.) Dandy ex Hutch. và Dalziel (K. monocephala Rottb) mô tả khoa học đầu tiên năm 1936.

## Phân bố
Cỏ bạc đầu là loài cỏ nhiệt đới, phân bố rộng ở Ấn Độ, Myanmar, Trung Quốc, Campuchia, Sri Lanka, Indonesia, Úc, châu Phi, châu Mỹ. Ở Việt Nam, cây mọc ở Lào Cai, Cao Bằng, Hà Nội, Ninh Bình, Thừa Thiên Huế, Lâm Đồng, Thành phố Hồ Chí Minh, Tiền Giang, thường gặp ở ven đường, trên các bãi hoang trong vườn.

## Đặc điểm
Cỏ bạc đầu là loài cây thân thảo mọc hoang, phát triển mạnh, sống lâu năm, cao 7–20 cm. Thân rễ mọc bò. Lá thường ngắn hơn thân. Cây ra hoa vào mùa hè, cụm hoa đầu gần hình cầu, đường kính 4-8mm, 1-3 bông hình trụ hẹp, 3-4 lá bắc hình lá, trải ra, dài tới 10 cm, bông chét có 1 hoa. Quả bế hình trái xoan ngược, dẹp, trắng vàng, hơi có chấm.
Toàn cây có mùi thơm, thơm nhất là rễ. Trong cây có tinh dầu. Hoạt chất chưa rõ.

## Tác dụng chữa bệnh
Cỏ bạc đầu được biết đến là cây thuốc nam quý. Bộ phận dùng là toàn cây. Cây được rửa sạch, dùng tươi hay phơi khô dùng dần. Để sử dụng có thể thu hái toàn cây quanh năm.
Cây có vị cay, tính bình. Cây có tác dụng khu phong, giải biểu, tiêu thũng, chỉ thống, làm toát mồ hôi, lợi tiểu, trừ ho giảm đau.

### Các bài thuốc
- Trị cảm mạo, ho gà, viêm khí quản, viêm phế quản, viêm họng sưng đau, ho: Dùng cỏ bạc đầu 60g, sắc nước và chia làm 2 lần uống trong ngày.
- Sốt rét, lỵ trực tràng, tiêu chảy, đòn ngã tổn thương: Dùng cỏ bạc đầu 60g, sắc nước, uống trước 4 giờ trước khi có triệu chứng lên cơn sốt.
- Đái ra dưỡng chấp: Dùng cỏ bạc đầu, cùi nhân (long nhãn) mỗi vị 50g, sắc nước uống.
- Dùng ngoài trị rắn cắn, mụn nhọt, viêm mủ da: Liều dùng 30 – 60g, dạng thuốc sắc, giã nát cây tươi ra đắp tại chỗ hoặc đun nấu nước để rửa chỗ đau. Ở Malaysia, người ta dùng thân rễ làm thuốc đắp trị chân đau.

## Hình ảnh

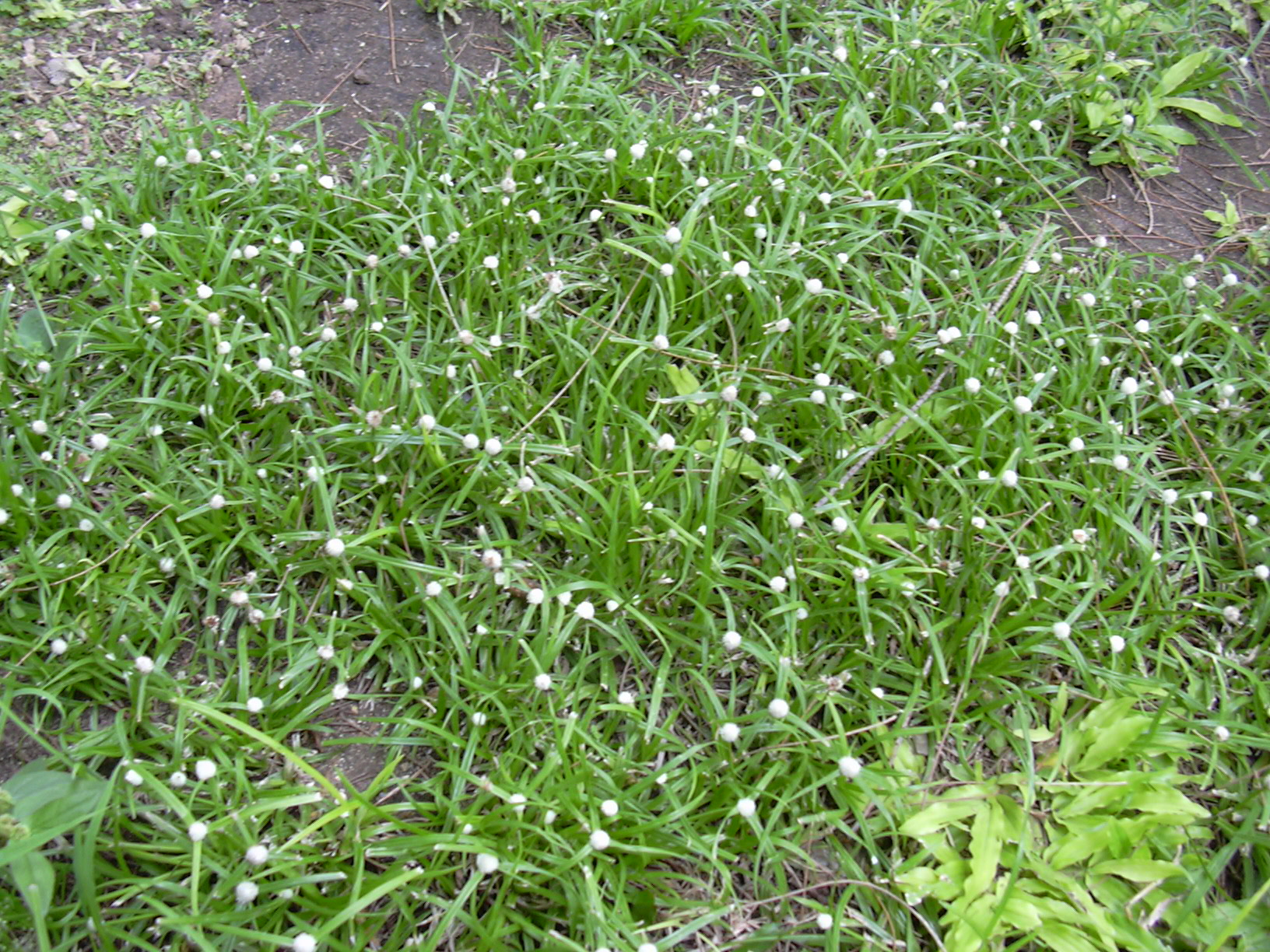
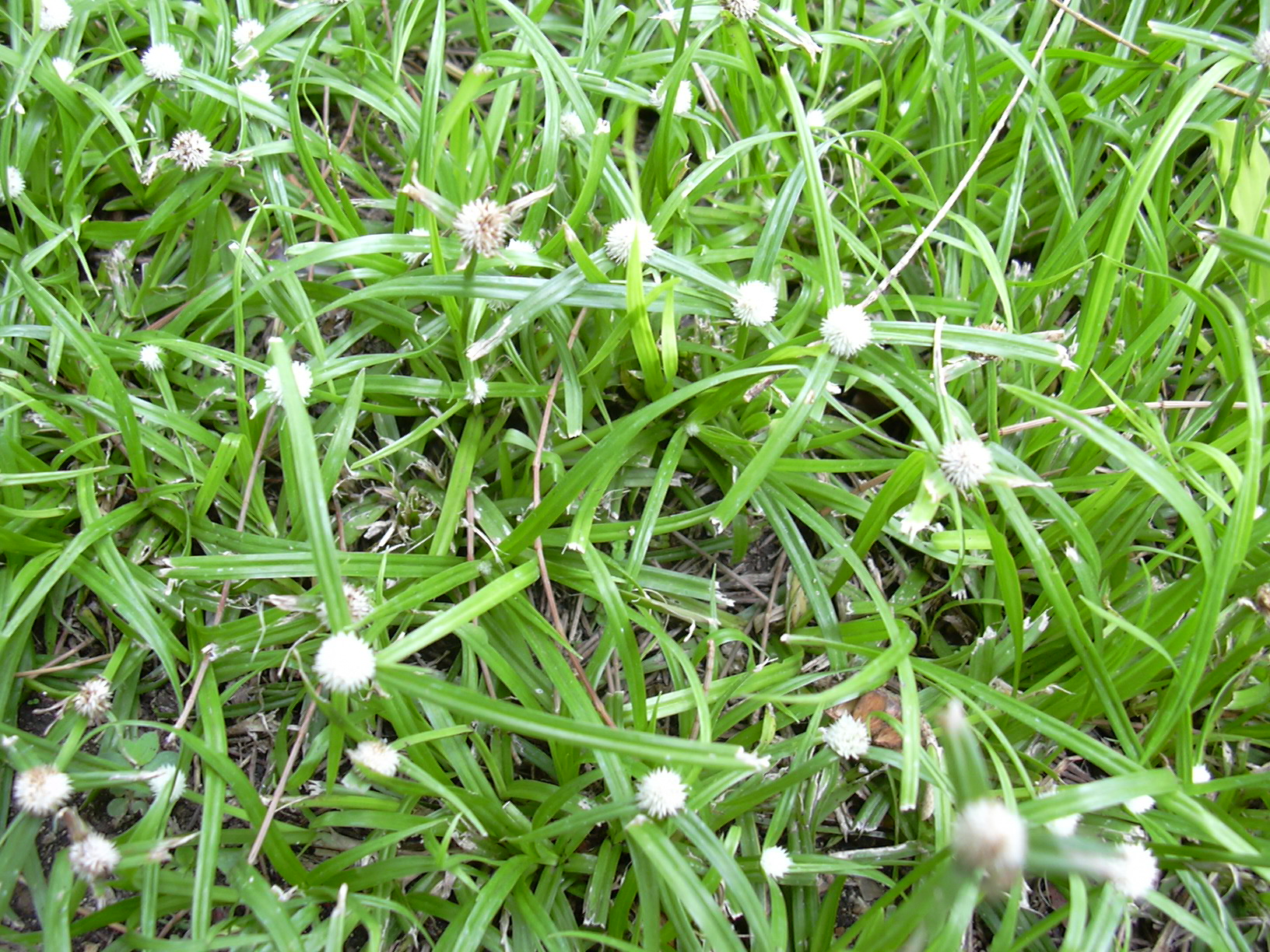
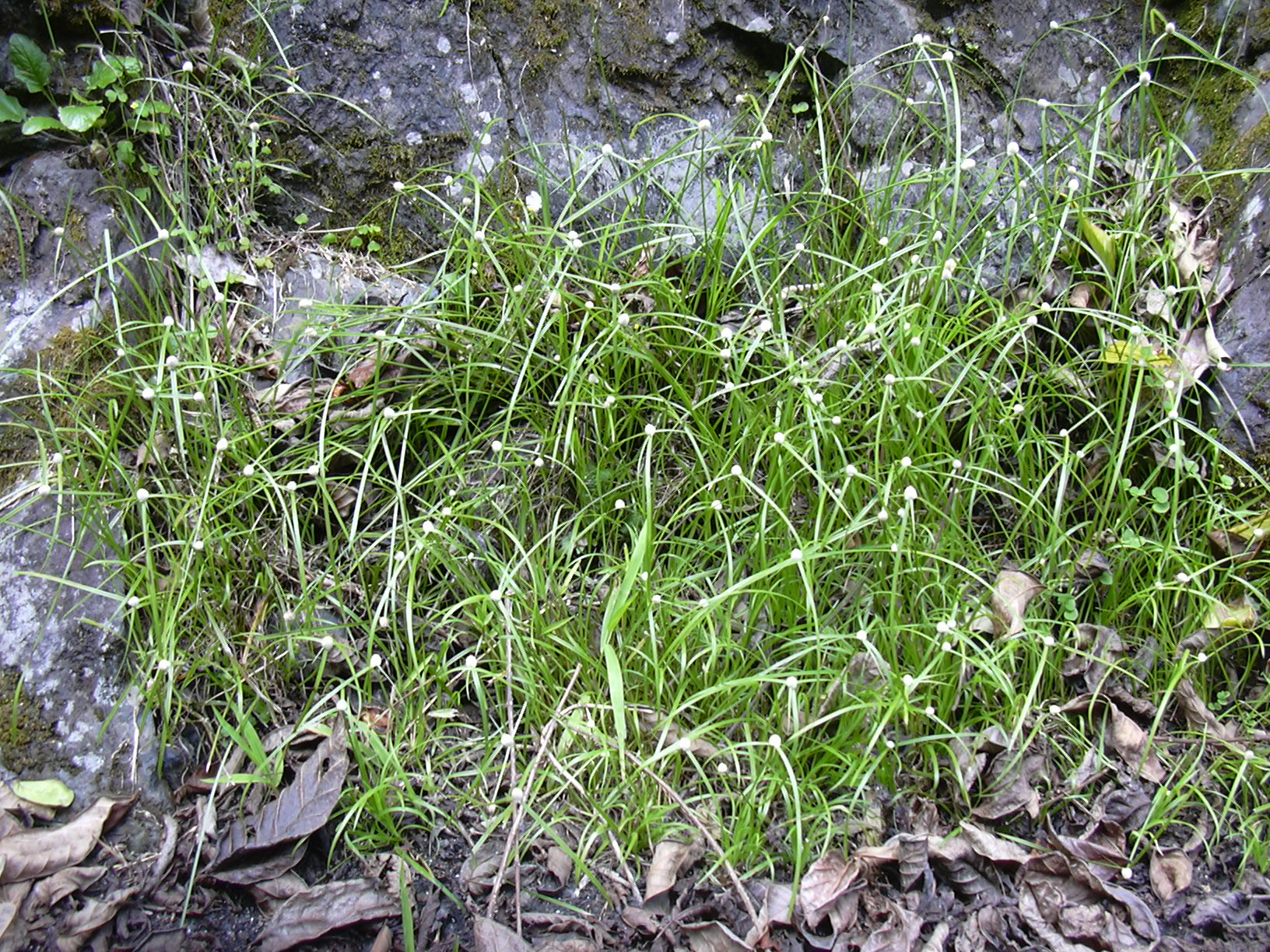
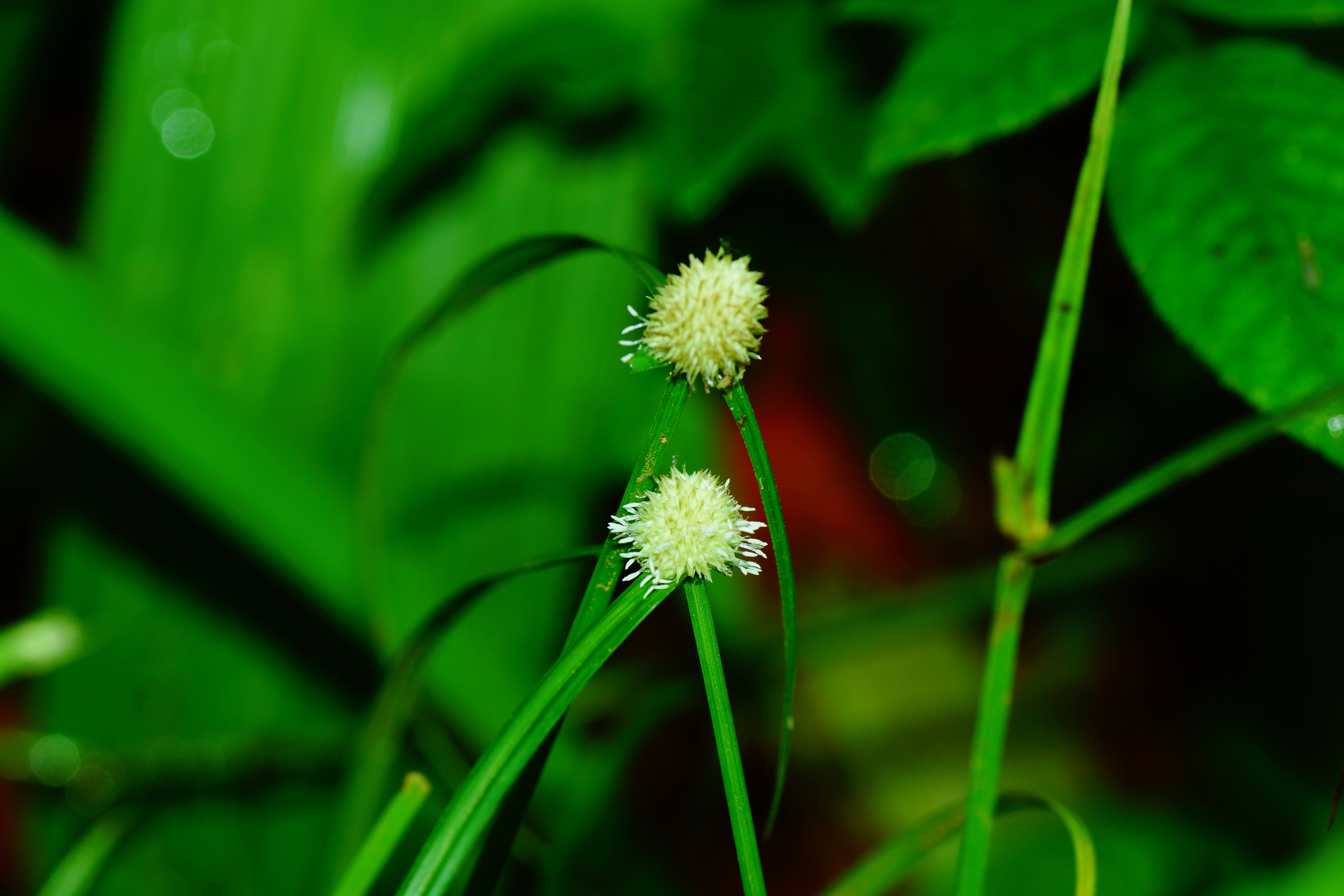